# Smalbladet høgeurt
Smalbladet høgeurt (Hieracium umbellatum) er en 40-100 centimeter høj plante i kurvblomst-familien. Planten har ingen bladroset, men derimod 20-50 stængelblade, der er mindre end 1,5 centimeter i bredden.

## Beskrivelse
Smalbladet høgeurt er en flerårig urt med mælkesaft. Den har 20-50 linje-lancetformede stængelblade, der er svagt tandede eller helrandede med tilbagerullet rand. De gule, tungeformede blomster sidder i kurve i halvskærmagtige stande, dog har spæde planter ofte kun en enkelt endestillet kurv. Kurvenes svøbblade er taglagte og næsten glatte. De ydre svøbblade er oftest udadbøjede. Fnokken er hårformet.

## Udbredelse
Smalbladet høgeurt er udbredt i den nordlige halvkugles tempererede område.
I Danmark er arten almindelig i klit, hede, skrænter, krat vejkanter og skove. Den blomstrer i juli til september.